# Мартиникская коммунистическая партия
Мартиникская коммунистическая партия (МКП; фр. Parti communiste martiniquais) — левая политическая партия заморского департамента Франции Мартиника. В настоящее время её генеральным секретарем является Жорж Эришо. Партия издает газету «Justice» («Жюстис»). Исторически опиралась на крупнейший профсоюз острова — Всеобщую конфедерацию труда Мартиники.

## История
Первая марксистская группа на Мартинике возникла в 1919. В 1921 группа образовала Мартиникскую коммунистическую партию и приняла принципы Коминтерна. В 1935 слилась с другой марксистской группой и в 1936 стала Мартиникской федерацией Французской коммунистической партии (ФКП).
Под современным названием воссоздана на 1-м съезде в сентябре 1957 на базе федерации Французской коммунистической партии. В 1958 году известный мартиникский коммунист, поэт Эме Сезер, вышедший из коммунистической партии, создал Мартиникскую прогрессистскую партию. 
В начале 1960-х МКП стала крупнейшей партией в Мартинике, собирая на выборах более 20 % голосов. В 1971 году партия управляла 4 муниципалитетами.
В своих программных документах важнейшей задачей МКП называлось создание широкого антиколониального фронта, основной силой которого должен стать рабочий класс и установление в Мартинике автономной демократической власти при сохранении связей с Францией.
В августе 1971 года в городе Морн-Руж по инициативе МКП прошло совещание всех борющихся за автономию партий и организаций заморских департаментов Франции, которые выработали единые принципы, предлагаемые компартиями для статуса автономии этих территорий. На совещании компартий Франции, Мартиники, Гваделупы и Реюньона, прошедшем в январе 1975 в Париже, в совместном коммюнике эти партии потребовали признание народов Мартиники, Гваделупы и Реюньона на самоопределение и предоставления автономии в рамках Французской Республики.
В 1992 году Эмиль Капгра, член Центрального комитета МКП с 1968 года, был избран председателем регионального совета Мартиники. На выборах в Европейский парламент 1994 года генеральный секретарь МКП Жорж Эришо был под 12-м номером в списке французской компартии. На региональных выборах 1998 в Мартинике МКП получила 7,4 % голосов и четыре места в региональном совете.

## Руководители МКП
- Сильвестр, Камиль — генеральный секретарь ЦК МКП в 1957-62 (с 1952 политический секретарь мартиникской федерации ФКП)
- Николя, Арман — генеральный секретарь МКП с 1963
- Эришо, Жорж — генеральный секретарь МКП в настоящее время

## Съезды МКП
- 1-й съезд — сентябрь 1957 (Ламантен)
- 2-й съезд — июль 1960 (Морн-Руж)
- 3-й съезд — декабрь 1963 (Морн-Руж)
- 4-й съезд — декабрь 19680 (Морн-Руж)
- 5-й съезд — декабрь 1972 (Морн-Руж)
- 6-й съезд — декабрь 1976 (Морн-Руж)
- 7-й съезд — апрель 1980 (Морн-Руж)